# Ikenna Ezeala
Ikenna Malcolm Ezeala (* 22. Juli 2001 in München, Deutschland) ist ein österreichischer Fußballspieler.

## Karriere

### Verein
Ezeala wechselte zur Saison 2014/15 vom FC Bayern München zum FC Ismaning. Zur Saison 2016/17 kam er in die Jugend des FC Augsburg. Zur Saison 2017/18 schloss er sich den B-Junioren des FC Ingolstadt 04 an. Zur Saison 2018/19 wechselte er zum FC Memmingen. Zur Saison 2019/20 rückte er in den Kader der ersten Mannschaft des Regionalligisten. Im Juli 2019 debütierte er gegen den FV Illertissen in der Regionalliga. Bis zur COVID-bedingten Saisonunterbrechung kam er zu fünf Regionalligaeinsätzen. Nach der Fortsetzung im Herbst 2020 absolvierte der Außenverteidiger noch zwei weitere Partien für Memmingen.
Zur Saison 2021/22 wechselte Ezeala zum österreichischen Zweitligisten SK Vorwärts Steyr, bei dem er einen bis Juni 2022 laufenden Vertrag erhielt. Sein Debüt in der 2. Liga gab er im August 2021, als er am sechsten Spieltag jener Saison gegen den Grazer AK in der 78. Minute für Pascal Fischer eingewechselt wurde. Ende April 2022 verlängerte Ezeala seinen auslaufenden Vertrag in Steyr bis Juni 2024. In seiner ersten Zweitligasaison kam er zu 22 Einsätzen für die Oberösterreicher.
Nachdem er in der Saison 2022/23 dann bis zur Winterpause nur noch dreimal zum Einsatz gekommen war, wechselte Ezeala im Jänner 2023 zurück nach Deutschland und schloss sich leihweise dem Regionalligisten SV Heimstetten an. Für Heimstetten spielte er zehnmal in der Regionalliga. Zur Saison 2023/24 kehrte er nicht mehr nach Steyr zurück, das in seiner Abwesenheit aus der 2. Liga abgestiegen war. Nach einem halben Jahr ohne Verein wechselte er im Februar 2024 zum deutschen Regionalligisten Türkgücü München. Für Türkgücü absolvierte er 13 Regionalligaspiele.
Zur Saison 2024/25 kehrte er zum fünftklassigen SV Heimstetten zurück.

### Nationalmannschaft
Ezeala spielte zwischen September 2016 und Juni 2017 sechsmal für die österreichische U-16-Auswahl.